# Toyah! Toyah! Toyah!
Toyah! Toyah! Toyah! Is een livealbum van de band Toyah, genoemd naar haar leider Toyah Willcox. De muziek is opgenomen voor een documentaire voor Associated Television (ATV) in het Verenigd Koninkrijk. De gerenommeerde Rolling Stones Mobile Studio werd ingeschakeld voor de concertregistratie in The Lafayette Club in Wolverhampton. De band was niet van tevoren op de hoogte gebracht van de opnamen; de opnamen vormden het slot van het filmen van Toyah Willcox's leven destijds.
In 1990 volgde de eerste compact disc-versie en in 2002 een volgende versie met bonustracks. Deze bonustracks waren niet van het genoemde concert, maar van latere optredens, al dan niet vastgelegd op Warrior rock: Toyah in concert.

## Musici
- Toyah Willcox – zang
- Joel Bogen – gitaar
- Charlie Francis – basgitaar
- Peter Bush – toetsinstrumenten
- Steve Bray – slagwerk

## Muziek
| Nr. | Titel                                            | Duur |
| --- | ------------------------------------------------ | ---- |
| 1.  | Victims of the riddle (Willcox/Hale/James)       | 3:30 |
| 2.  | Indecision (Willcox/Bogen/Bush/Henry)            | 2:35 |
| 3.  | Love me (Willcox/Bogen/Bush)                     | 3:00 |
| 4.  | Visions (Willcox/Bogen/Bush)                     | 4.15 |
| 5.  | Tribal look (Willcox/Bogen/Bush/Francis/Bray)    | 3:30 |
| 6.  | Bird in flight (Willcox/Bogen/Bush/Francis/Bray) | 4:00 |
| 7.  | Danced (Willcox/Bogen/Bush)                      | 5:30 |
| 8.  | Insects (Willcox/Bogen/Bush)                     | 2:45 |
| 9.  | Race through space (Willcox/Bogen/Bush)          | 3:06 |
| 10. | IEYA (Willcox/Bogen/Bush)                        | 8:30 |

Het is niet bekend of de titel van het album een verwijzing is naar de film Tora! Tora! Tora!. Muziekproducent Nick Tauber was al bekend door zijn werk met Thin Lizzy en zou later de eerste albums van Marillion produceren.